# Teseguite
Teseguite es una localidad española del municipio de Teguise, perteneciente a la provincia de Las Palmas, en la comunidad autónoma de Canarias.

## Historia
Hacia mediados del siglo XIX, el lugar pertenecía ya a Teguise. Aparece descrito en el decimocuarto volumen del Diccionario geográfico-estadístico-histórico de España y sus posesiones de Ultramar de Pascual Madoz con las siguientes palabras:

TESEGUITE: l. dependiente del ayunt. y parr. de Teguise, á cuyo part. jud. corresponde, en la isla de Lanzarote, prov., aud. terr. y c. g. de Canarias, dióc. de Canaria. sit. á 1/4 de hora al E. de aquella pobl., de la cual la divide la montaña de Guanapay, y en la que estan comprendidos los hab. de este pueblo. Su numero ha quedado reducido á 10 vec. labradores, los que muy en breve desaparecerán, asi como la mayor parte de la pobl. de esta isla, á causa de la escasez de lluvias y las excesivas contr. que pagan de unas tierras que nada casi les producen. pobl., riqueza y contr. con el ayunt.
(Madoz, 1849, p. 751)

En 2022, la entidad singular de población tenía empadronados 277 habitantes y el núcleo de población, 263.